# Eunice Newtonová Footová
Eunice Newtonová Footová (nepřechýleně Eunice Newton Foote, 17. července 1819 Goshen – 30. září 1888 Lenox) byla americká vědkyně, vynálezkyně a bojovnice za práva žen. Jako vůbec první poukázala na fakt, že změna podílu oxidu uhličitého v atmosféře vede ke změně její teploty. Popsala to ve své práci Circumstances affecting the heat of the sun's rays na konferenci American Association for the Advancement of Science v roce 1856. Protože ženám v té době nebylo na konferencích Asociace dovoleno přednášet, odprezentoval za ni její práci Joseph Henry ze Smithsonova institutu. Zároveň, ačkoliv její experimenty jasně nerozlišovaly mezi efektem dopadajícího slunečního záření a dlouhovlnného infračerveného, objevila příčinu skleníkového efektu. Je označována za vůbec první Američanku, která publikovala odbornou fyzikální práci.